# 东海渔歌
《东海渔歌》是马圣龙、顾冠仁在1959年所作的民乐合奏曲。又稱東海龍宮，以浙江民间音乐为素材，着重使用锣鼓等打击乐器。。2004年电影《功夫》中采用《东海渔歌》作为配乐。

## 结构
全曲分4部分，演奏时间约11分钟：
1. 黎明时的海洋
以散板的引子開始，接輕快的小快板。
2. 渔民出海捕鱼
由歌唱性的慢板，接帶有節奏的快板。
3. 战胜惊涛骇浪
表現漁人在海上與海浪進行搏鬥之驚險場面。
4. 丰收欢乐而归
樂隊逐漸進入合奏，在興奮熱烈的高潮中結束。

## 改編曲目
- 《东海渔歌》古箏獨奏曲，由合奏譜被改編而成。